# تزليق

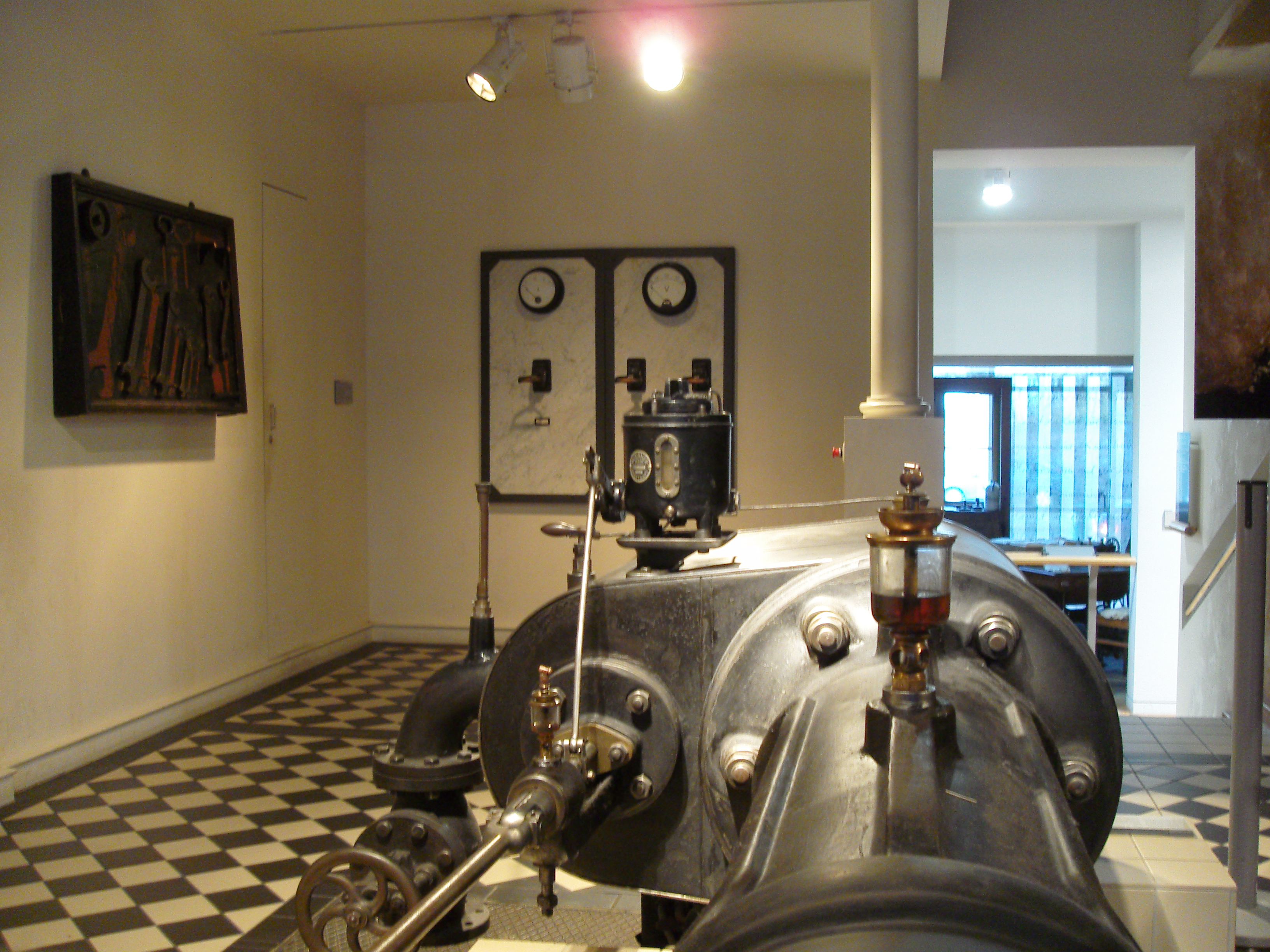

التزليق أو التشحيم تقليل الاحتكاك بين سطحين لتيسير الحركة النسبية بينهما، وذلك - عادة - بإضافة مادة سائلة أو لزجة أو غازية.

## أنواع نظم التزليق

### التزليق الذاتي
تزود الأسطح المنزلقة بكمية من مادة التزليق يحافظ عليها من الضياع بإحكام مكان وجودها.

### التزليق بالتناثر
يجري بتثبيت الزيت تحت تيار من الهواء لرفعه وتوزيعه أو كما يحدث في محرك السيارة حيث ينغمر محور عمود المرفق وجزء من
ذراع التوصيل في الزيت ويتناثر الزيت من حوض المرفق إلى جدار القميص بفعل دوران عمود المرفق وحركة ذراع التوصيل.

### التزليق الجبري
يتم بالحقن المباشر من مضخة إلى مواضع محددة.

### التزليق بالتثاقل (التقطير)
تعتمد على خاصية وزن السائل، وتتم يدوياً أو بالقطارة، وقد تتكون من مزيتة لها وعاء يملأ بالزيت الذي يتسرب منها خلال ثقب دقيق إلى الجزء المراد تزليقه